# Raspatat

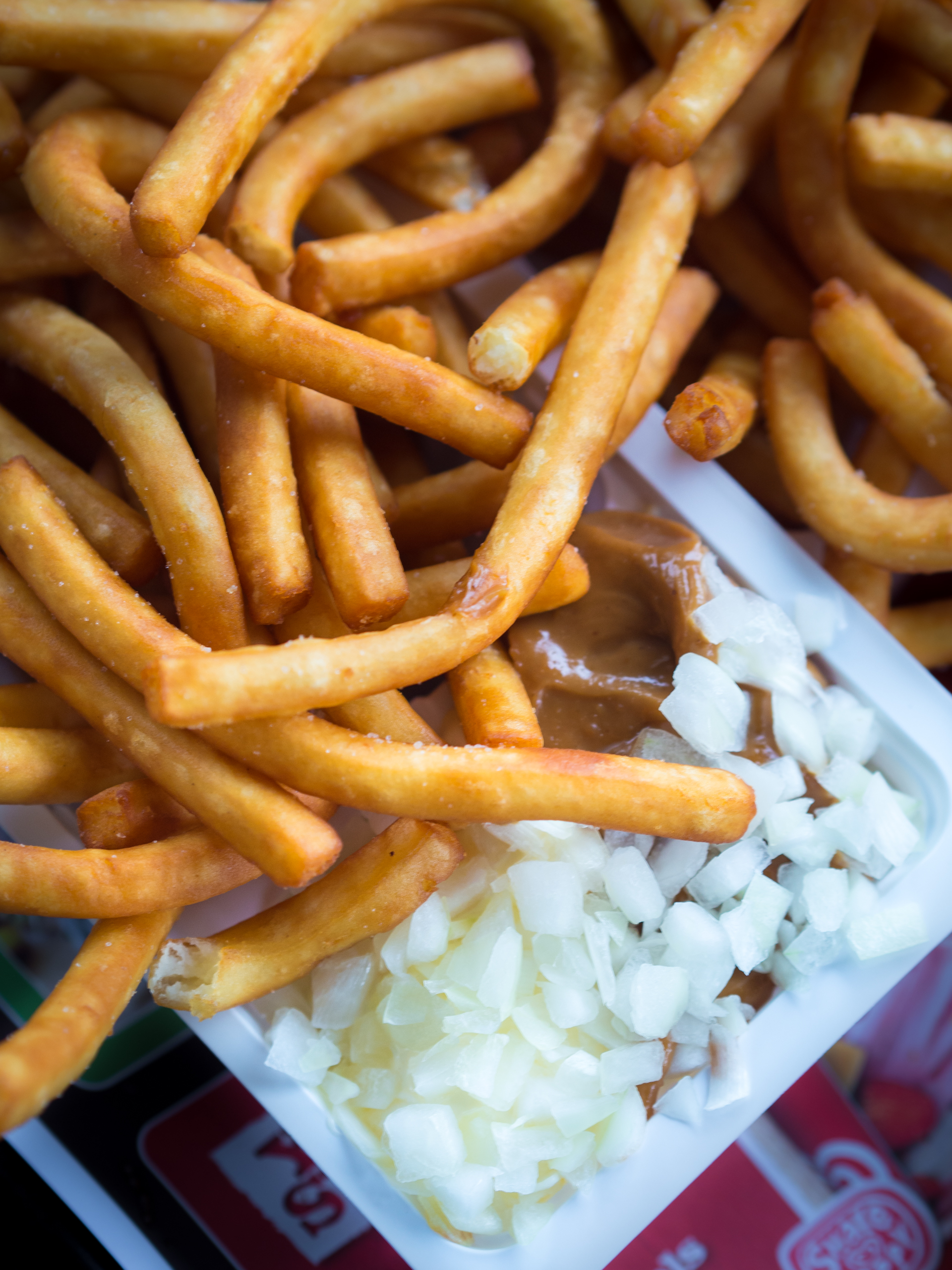
Een portie Raspatat "oorlog"

Raspatat is patates frites op basis van aardappelpoeder. De aanduiding RAS voor aardappelpoeders is een geregistreerd handelsmerk van Rixona, een onderdeel van Aviko, en verwijst naar de initialen van de Amerikaanse uitvinder: Richard Anthony Simon Templeton. Het poeder wordt aan horecagelegenheden geleverd, die het tot puree verwerken en bakken. De productie vond aanvankelijk in Warffum plaats en tegenwoordig in Oostrum bij Venray.
Raspatat wordt gemaakt door aardappelpoeder met water te mengen in een speciale installatie, waardoor een soort aardappelpuree ontstaat. Dit aardappeldeeg wordt door middel van de Raspatatmachine in de vorm van staafjes geperst. De staafjes worden per portie op dezelfde lengte afgesneden en vervolgens op de gebruikelijke wijze gefrituurd. Het resultaat is een portie patates frites die donkerder is qua kleur, gelijkaardig in samenstelling en formaat, maar iets anders van smaak dan de gebruikelijke patates frites. De grondstof hoeft niet gekoeld te worden bewaard en neemt ook veel minder plaats in dan de dozen met traditionele patat.
Raspatat was traditioneel alleen verkrijgbaar bij cafetaria's, maar werd in 2012 ook verkrijgbaar in de supermarkt.